# Frédéric Kuhlmann

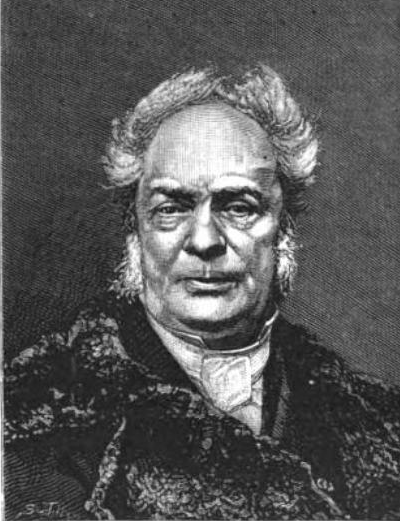
Frédéric Kuhlmann

Charles Frédéric Kuhlmann (* 22. Mai 1803 in Colmar; † 27. Januar 1881 in Lille) war ein französischer Chemiker und Industrieller (Kuhlmann Chemie-Konzern, Pechiney Ugine Kuhlmann).

## Leben
Kuhlmann war Professor für Chemie an der Universität Lille. Er war Mitglied der Gesellschaft Deutscher Naturforscher und Ärzte. 1847 wurde er als korrespondierendes Mitglied in die Académie des sciences aufgenommen.

## Schriften
- Die Verkieselung durch Anwendung des Wasserglases ... zum Härten poröser Steine ... . Weimar 1859 (übersetzt und durch viele Zusätze bereichert von A. W. Hertel).